# Attaque israélienne contre le Yémen du 26 décembre 2024
Le 26 décembre 2024, vingt-cinq avions de l'armée de l'air israélienne ont frappé plusieurs cibles dans les zones du Yémen contrôlées par le mouvement Houthi, notamment l'aéroport international de Sanaa, la capitale. Selon Israël, les attaques, qui faisaient partie de leur opération nommée Opération Tzelilei HaKerem, ont été menées en réponse aux tirs de missiles balistiques et de véhicules aériens sans pilote (UAV) vers Israël par le mouvement Houthi. Cela s'est produit dans le cadre de multiples frappes aériennes israéliennes au Yémen en décembre, au milieu de l'implication des Houthis dans la guerre de Gaza. 

## Contexte
Depuis le déclenchement de la guerre de Gaza le 7 octobre 2023, le mouvement houthi au Yémen est engagé dans un conflit avec Israël. Le 20 juillet 2024, Israël a mené des attaques contre le port d'Al-Hodeïda, au Yémen, affirmant avoir ciblé les infrastructures des Houthis. Ils ont procédé à un bombardement aérien de prétendus dépôts de munitions, d'installations de stockage de pétrole et de centrales électriques. Israël a de nouveau frappé des cibles à l'intérieur du Yémen en septembre et plus tôt en décembre . 

## Attaques
Les frappes aériennes, qui ont eu lieu le 26 décembre 2024, ont été menées par 25 avions de combat de l'armée de l'air israélienne lors d'un discours du chef houthi Abdul-Malik al-Houthi. Selon la chaîne d'information publique saoudienne Al-Arabiya, les frappes aériennes ont visé l'aéroport international de Sanaa, le port de Hudaydah et une centrale électrique près de Sanaa. L’opération visait à maximiser les dégâts tout en conservant un élément de surprise. Les principales cibles comprenaient la tour de contrôle de l'aéroport, qui a été désactivée, et des avions civils prétendument utilisés par le gouvernement houthi. Les rapports font état de victimes et de dégâts aux infrastructures, et la chaîne de télévision Al Masirah, contrôlée par les Houthis, affirme que certaines cibles sont des civils. 
Les responsables israéliens, qui ont informé les États-Unis des attaques à l’avance, ont déclaré que les frappes étaient une réponse aux actions des Houthis, avertissant que d’autres actions suivraient s’ils le jugeaient nécessaire. Une deuxième vague d’attaques a eu lieu peu de temps après les frappes initiales. Cette attaque comprenait sept frappes sur l'aéroport international de Sanaa qui ont détruit la tour de contrôle de l'aéroport et endommagé la piste principale d'atterrissage, ainsi que trois frappes sur le port de Hodeidah, le port de Ras Iffa et les centrales électriques de Haziz et Ras Qantib.  
Le média Al-Masirah, propriété des Houthis, a rapporté qu'au moins trois personnes ont été tuées et quatorze autres blessées dans les attaques, trois d'entre elles ont été tuées à l'aéroport international de Sanaa et une autre personne a été tuée au port de Ras Issa,,. Trois autres personnes ont été portées disparues à Hodeidah. Plusieurs avions de combat de l'armée de l'air yéménite - SPC figuraient également parmi les cibles ; trois de ces avions auraient été détruits selon des sources médiatiques israéliennes. La base aérienne d'Al-Dailami a également été frappée par des avions israéliens. L'un des deux remorqueurs navals restants sous le commandement de la marine yéménite - SPC a également été détruit. 
Le directeur général de l'Organisation mondiale de la santé, Tedros Adhanom Ghebreyesus, et une équipe des Nations Unies étaient sur le point d'embarquer dans un avion à l'aéroport de Sanaa au moment des frappes. Un membre d'équipage de l'avion a été blessé. Le bilan s'est ensuite élevé à six morts, avec quarante blessés supplémentaires. 
Il s'agit de la plus grande frappe menée par Israël sur le territoire yéménite depuis le début de la guerre de Gaza, après trois opérations précédentes : l'attaque du 20 juillet 2024, la frappe de septembre 2024 et les frappes de décembre 2024. 

## Réponses
Des sources au sein du cabinet de défense israélien ont déclaré que cette frappe marquait le début d'une campagne plus vaste contre les Houthis. L'armée israélienne a augmenté le niveau de préparation de ses systèmes de défense aérienne et de l'armée de l'air, en prévision d'une éventuelle réponse des Houthis. Peu de temps après la deuxième vague de frappes aériennes sur le Yémen, le mouvement Houthi a lancé un missile balistique sur Tel Aviv, provoquant le déclenchement de sirènes dans tout le centre d'Israël. Le sort du missile n'était pas clair car Tsahal a refusé de fournir plus de détails. 